# 1903 en Espagne
Chronologie de l'Espagne
- 1899
- 1900
- 1901
- 1902
- 1903
- 1904
- 1905
- 1906
- 1907

Cet article présente les faits marquants de l'année 1903 en Espagne.

## Décès
- 9 juin : Gaspar Núñez de Arce, poète, dramaturge, écrivain et homme politique espagnol (º 4 août 1834).
- 30 août : Vicente Fidel López, historien, avocat, juriste, universitaire et homme politique espagnol puis argentin (° 24 avril 1815).
- 13 septembre : Antonio Reverte, matador espagnol (° 28 avril 1870).
- 28 septembre : Jesús de Monasterio, violoniste et compositeur espagnol (° 21 mars 1836).